# Scolopendra valida
Scolopendra valida är en mångfotingart som beskrevs av Lucas 1840. Scolopendra valida ingår i släktet Scolopendra och familjen Scolopendridae. Inga underarter finns listade i Catalogue of Life.